# Giovanni Burtone
Giovanni Mario Salvino Burtone (ur. 4 sierpnia 1956 w Katanii) – włoski polityk, lekarz i samorządowiec, poseł do Parlamentu Europejskiego IV kadencji, deputowany krajowy.

## Życiorys
Absolwent medycyny i chirurgii, specjalizował się w kardiologii i medycynie sadowej. Działał w Chrześcijańskiej Demokracji, zasiadał w Sycylijskim Zgromadzeniu Regionalnym. W pierwszej połowie lat 90. pełnił funkcję asesora we władzach regionu.
W latach 1994–1999 z ramienia Włoskiej Partii Ludowej sprawował mandat eurodeputowanego, wchodząc w skład frakcji Europejskiej Partii Ludowej. Działał następnie w partii Margherita, z którą w 2007 dołączył do nowo powołanej Partii Demokratycznej. W 2001 uzyskał mandat posła do Izby Deputowanych XIV kadencji, utrzymywał go w kolejnych wyborach (2006, 2008, 2013) na XV, XVI i XVII kadencję. W 2017 został burmistrzem miejscowości Militello in Val di Catania (reelekcja w 2022). W 2022 ponownie wybrany do Sycylijskiego Zgromadzenia Regionalnego.